# Бакинська кришталева зала
«Бакинська кришталева зала» або «Baku Crystal Hall» (азерб. Bakı Kristal Zalı) — спортивно-концертний комплекс, споруджений на площі державного прапора в Баку і призначений для проведення міжнародних культурно-масових заходів. 25 січня 2012 року було оголошено про те, що в комплексі буде проведено пісенний конкурс Євробачення 2012. Будівництво комплексу завершилося 16 квітня 2012 року, а офіційне відкриття 7 травня 2012 року.